# 지능 검사

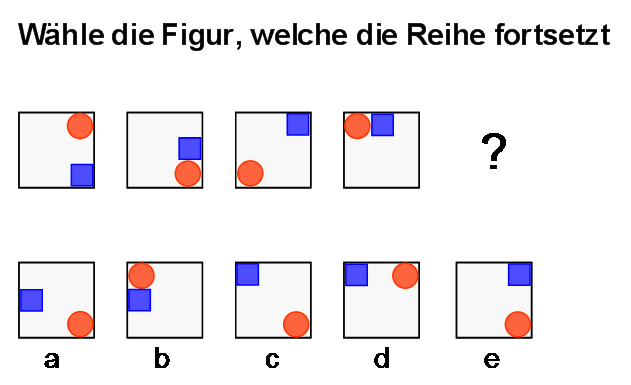

지능검사(智能檢査)는 지능을 측정하기 위한 검사를 말한다. 윌리엄 스턴(William Stern)이 1912년에 그리고 20세기에들어서는 알프레드 비네(Alfred Binet) 및 시어도어 시먼(Theodore Simon) 등이 고안하고 개발하여왔다
.

## 지능
지능에 관해서는 수많은 학자가 정의를 내리고 있으나 대개 다음과 같은 3종으로 분류할 수가 있다.
- 추상적 사고력·판단력·추리력 등의 정신능력
- 학습하는 능력
- 새로운 장면이나 새로운 문제에의 적응 속도

## 지능 검사의 종류
지능검사에는 개별적 지능검사와 단체적 지능검사가 있다.
- 개별적 지능검사 - 개별이라고 하는 것은 한 사람씩 개별적으로 검사한다는 의미이며, 시간제한은 하지 않는 것을 원칙으로 한다. 따라서 정밀검사라고도 불리며, 결과가 정확하기 때문에 정신박약아를 위한 특수학급 및 양호학급에 들어가는 것을 판별하는 중요 자료가 된다.
- 단체적 지능검사 - 개별적 지능검사에서는 시간이 너무 걸리기 때문에 단체적으로 실시하여 시간을 절약하자는 시도이다. 시간제한을 원칙으로 하며, 또 정확성에 있어서 개별적 지능검사에 약간 뒤지지만 보통학급에서 실시하기에는 별 지장이 없다.

학습의 정의가 되는 지능의 작용을 측정하는 일은 교육에 매우 중요하다는 사실을 알 수가 있다. 학습에 있어서 기초적 능력인 지능에 있어서 피교육자는 각기 큰 개인차가 있다. 따라서, 지능의 정확한 평가가 없으면 올바른 교육, 능력에 따른 교육은 기대할 수 없다. 생활기록부의 표준검사 등의 기록란에 지능검사의 결과를 기입하는 것은, 능력에 따른 교육에 있어 지능검사의 결과는 중요하고도 정확한 자료이기 때문이다.

## 테스트 종류
일반적인으로 이용되는 웩슬러 성인 지능 검사(WAIS)는 법적 참고자료로 가능한 검사로 알려져있다.
한편 하워드 가드너(Howard Gardner)의 다중지능이론을 사용하는 다중지능검사가 개발되였으며 또한 창의성에 대한 테스트로 알려진 엘리스 폴 토란스(Ellis Paul Torrance)가 개발한 TTCT(Torrance Tests of Creative Thinking)등이 있다.

## 같이 보기
- 심리 검사
- 지능 지수
- 감성지수
- MMPI-2(미네소타 다면적 인성검사-2)
- 로샤검사